# 虎丘

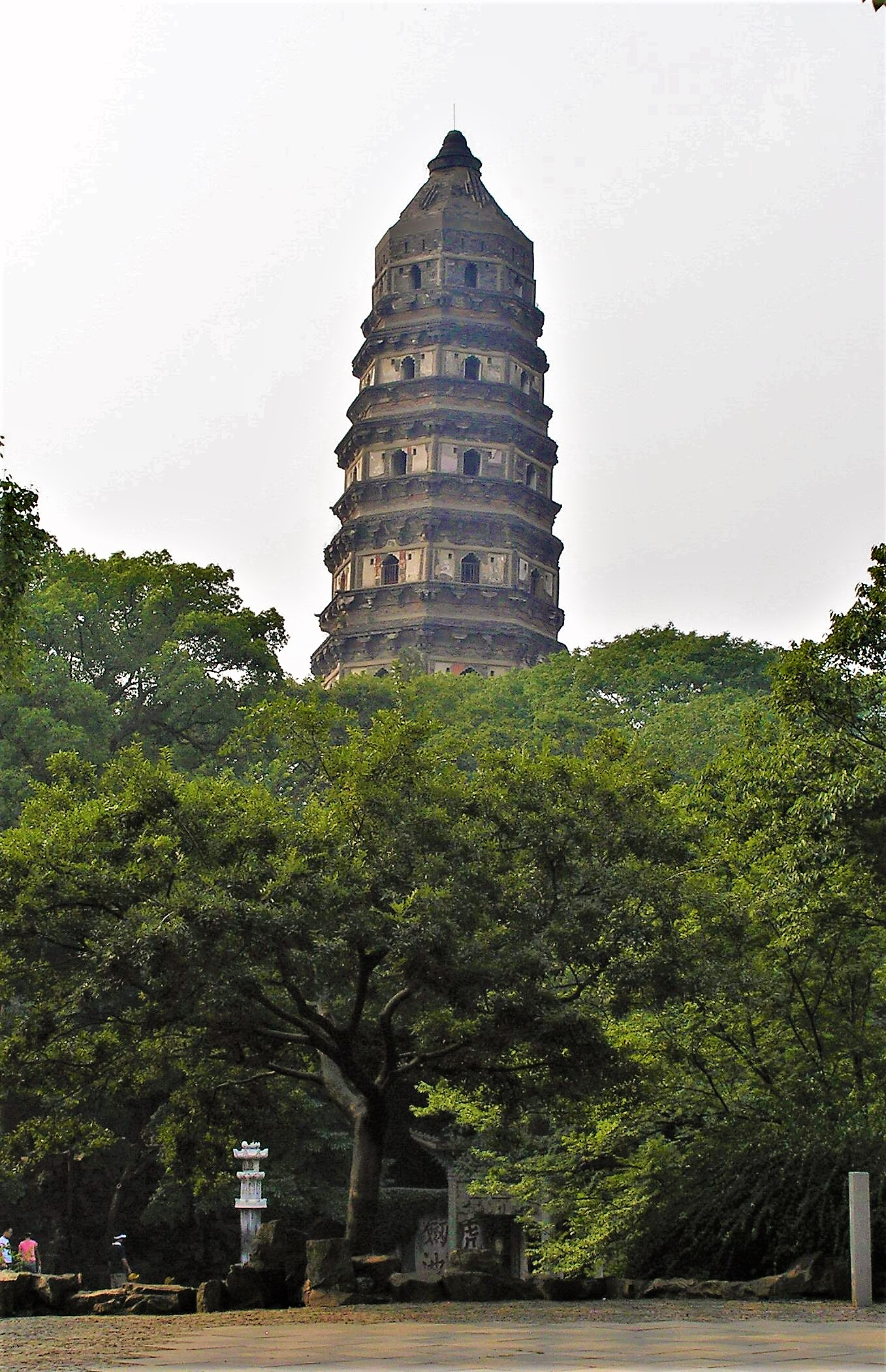
云岩寺塔

虎丘是中國江苏苏州的山丘，山丘上及附近有多處古跡。虎丘在古代有“吴中第一名胜”之誉。宋代苏东坡曾有“到苏州不游虎丘乃憾事也”的赞誉。
虎丘古跡中最著名的是云岩寺塔和剑池。云岩寺塔建于后周，被稱爲“中国第一斜塔”。剑池则可能存有吴王阖闾墓葬，也是传说中王羲之“神鹅易字”的地方。
虎丘及其附近區域現辟為虎丘山风景名胜区，行政上隸屬苏州姑苏区，是国家5A级旅游景区。

## 得名
虎丘得名始于春秋。吴王阖闾曾在此建行宫。公元前496年，阖闾在吴越之战中负伤后死去，其子夫差把他的遗体葬在虎丘山。据《史记》记载，当时征调十万军民施工，并使用大象运输，穿土凿池，积壤为丘；灵柩外套铜椁三重，池中灌注水银，以金凫玉雁随葬，并将阖闾生前喜爱的“扁诸”、“鱼肠”等三千柄宝剑一同秘藏于幽宫深处。据说葬经后三日，金精化为白虎蹲其上，因号虎丘。”
《越绝书》越絕卷第二

“闔廬冢，在閶門外，名虎丘。下池廣六十步，水深丈五尺。銅槨三重。澒池六尺。玉鳧之流，扁諸之劍三千，方圓之口三千。時耗、魚腸之劍在焉。十萬人築治之。取土臨湖口。葬三日而白虎居上，故號為虎丘。”

## 历史

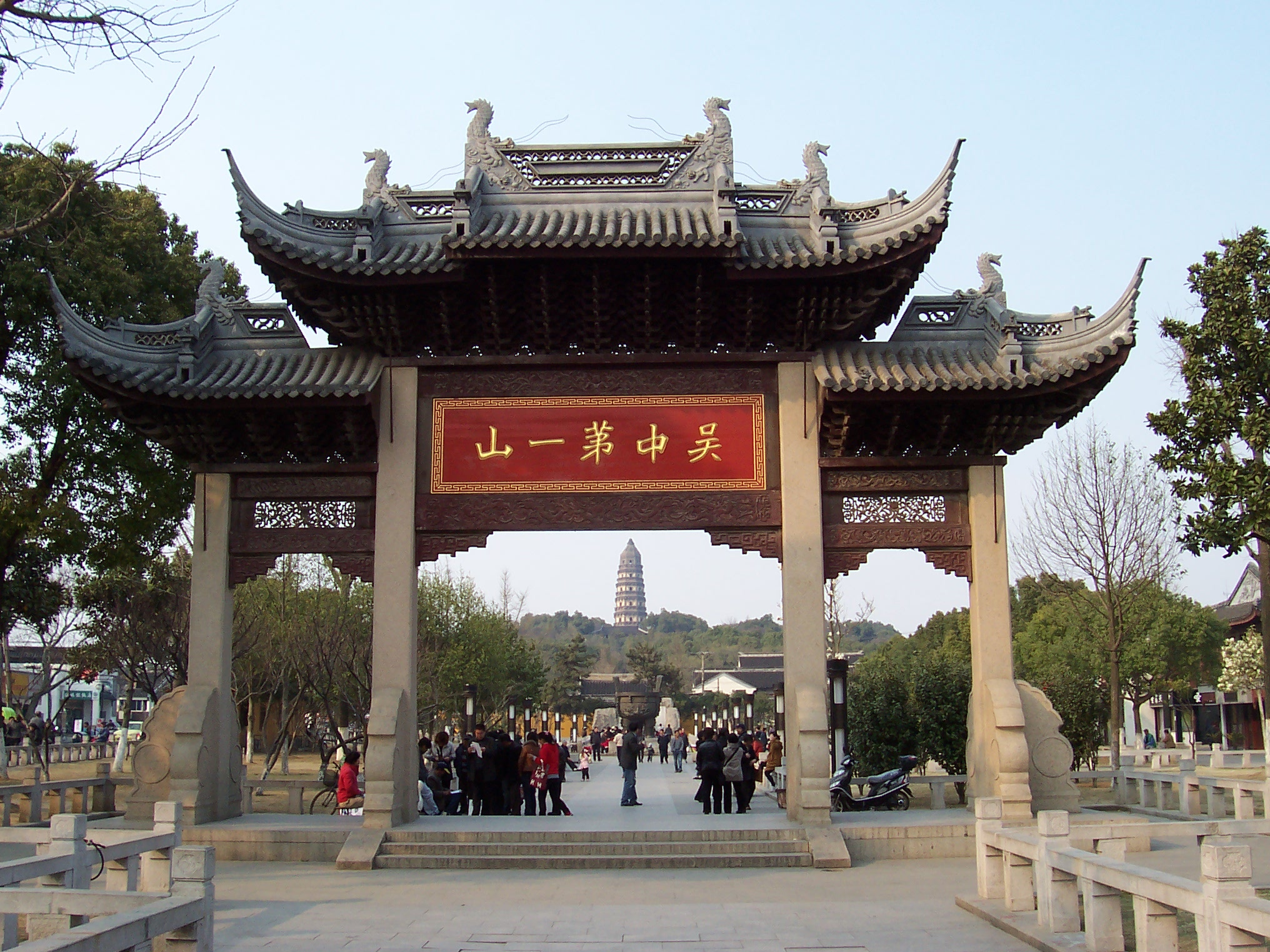
虎丘山景區入口

相传远古时期，虎丘为汪洋大海中的小岛，随沧桑变迁而成平畴山丘。故今有“海涌峰”石碑，山寺隔山塘河照墙上有“海涌流辉”四字。春秋时为吴王阖闾的行宫，也是阖闾死后所葬之处。秦始皇东巡时曾到虎丘求随吴王阖闾所埋的宝剑。当时有虎盘踞在坟上，秦始皇以剑击之而不中，误中于石。
东晋时，司徒王珣及其弟司空王珉各自在山中营建别墅，咸和二年（ 327 年），后来舍宅为虎丘山寺，仍分两处，称东寺、西寺，刘宋高僧竺道生从北方来此讲经弘法，留下了“生公说法，顽石点头”的佳话。虎丘自南北朝时即建有佛塔，并曾经于南北朝、隋朝和五代末期三次修建佛塔。
到了唐代，為避唐高祖李渊祖父李虎名讳，虎丘一度改名武丘，虎丘山寺亦易名为武丘报恩寺，仍分东西两寺。宝历元年（ 825 年），五十四岁的白居易出任苏州刺史时，开凿了一条长七里西起虎丘东至阊门的山塘河，并引水环山。堤上间植桃李，后人称之为白公堤。唐武宗时崇道灭佛，虎丘山寺被拆毁。会昌五年（公元845年）重建时，将二寺合为一寺，并移至山上。北宋至道中，知州魏庠奏改虎丘山寺为云岩禅寺。虎丘现有的佛塔是五代后周显德六年（公元959年）至北宋建隆二年（公元961年）时建造的。景祐四年（1037年）建“御书阁”于虎丘，藏御书300卷。建炎四年（1130），绍隆禅师迁居云岩禅寺，并开创虎丘派，“道大显著”，虎丘也由此被列入当时的“五山十刹”之中。

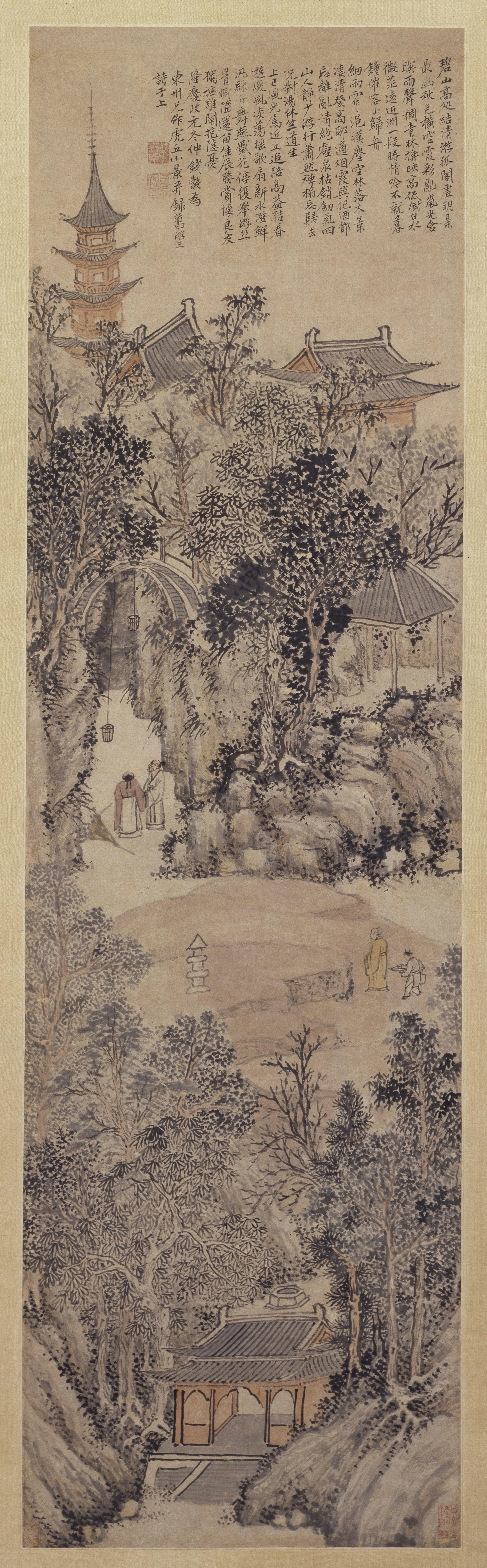
明代苏州画家钱穀绘《虎丘前山图》（北京故宫博物院藏）

明代虎丘山的寺庙曾多次遭到火灾，每次之后又重修。清初年是虎丘最盛时期，康熙帝玄烨和乾隆帝弘历都曾六次南巡，每次下江南都要光临虎丘。虎丘至今仍留有万岁楼、御碑亭、文昌阁，以及行宫“含晖山馆”等等古迹。当时有称“虎丘十景”：白堤春泛、莲池清馥、可中玩月、海峰雪霁、风壑云泉、平林远野、石涧养鹤、书台松影、西溪环翠、小吴晚眺。1860 年，太平天国忠王李秀成自天京（南京）挥军东征，逼近苏州，溃败的清军在城外枫桥、虎丘、山塘、上塘、下塘和南濠、北濠一带纵火，大火延烧三昼夜，虎丘山寺毁于战火。同治十年（1871年）起山寺殿宇才略有恢复，此后陆续有修葺工作，但规模已大不如前。清光绪年间，苏州观察朱修庭（朱福清）、僧人云闲、状元洪钧、词人郑文焯（文小坡）、文人彭南屏等人倡议并集资在憨憨泉边建造了虎丘拥翠山庄。
1953年6月苏州市设立园林管理处，并组成“园林古迹整修委员会”，接管虎丘，进行管理和维修，逐步对虎丘全面修葺。文化大革命期间，整修工作停顿，受到人为破坏，石刻、佛像、匾额、楹联、书画损失严重。文革结束后，整修工作得以继续，开始大规模对失修、破损的建筑、石刻、匾联逐步进行维修、保护和复原。1996年，虎丘被命名为省级风景名胜区。2002年被中国国家旅游局评定为首批国家AAAA级旅游景区。2010年4月，虎丘被评为中国国家5A级旅游景区。

## 景点

### 断梁殿
断梁殿是虎丘云岩寺的二山门，建造于元代至元四年（1344年）。歇山顶，阔三间，进深两间。所谓“断梁”是指正梁由两段接合，而不是一根整木做成。

### 憨憨泉
憨憨泉位于虎丘山道旁，是得名于梁代的憨憨和尚。据民间传说，憨憨和尚本是为僧人收养的弃婴，双目失明。他得知山中有一口连通大海的泉水，便孜孜不倦地挖掘，最后终于挖出泉眼，泉水使得他双目复明。

### 试剑石
试剑石是位于虎丘山断梁殿山道左侧的一块圆形巨石，正中有似刀砍剑劈的沟裂。旁边石头上，刻有宋绍圣年间吕升卿所题、王宝文所书的"试剑石"三字。石旁还刻有元代顾瑛题诗：“剑试一痕秋，崖倾水断流，如何百年后，不斩赵高头”。

### 真娘墓
真娘墓位于虎丘山道旁，墓碑在一座亭子中，碑上刻有“古真孃墓”四个字。传说真娘（又作贞娘）为唐代苏州名妓，相貌出众，能歌善舞，由于自幼失去双亲，被迫卖笑青楼，但她卖艺不卖身。直到有富商重金买通老鸨，要真娘陪宿，真娘遂自缢身亡。后代文人慕其名，写有不少凭吊或纪念的诗。

### 千人石
千人石位于虎丘主景区，旁边便是剑池。石体巨大，呈红色，可坐千人。关于此石有两种传说。其一为吴王阖闾死后，夫差将造阖闾墓的工匠千人戮杀于此，鲜血染红石头。另一种说法为梁代高僧生公曾经在这里讲法，众人来听，因而得名。

### 剑池
劍池是位于虎丘山上的水池，水池狹窄，但兩側有峭壁，上方有石橋連通。古籍記載阖闾死後葬于虎丘山下。自古即有傳統説法，指阖闾葬於劍池，以銅劍陪葬，池因此得名。歷史上和當代在修葺虎丘及劍池時，都有記載說在抽干劍池水後即可見墓葬入口。根據當代記載，抽干劍池水後可以進入池北端的石穴，穴内有人工加工過的石板，因此有較爲通行的説法稱此石板下即為阖闾墓入口。學術界對阖闾墓在劍池附近的可能性有分歧，比較廣泛接受的分析認爲阖闾即使葬在虎丘附近，也與劍池無關，歷史記載秦始皇曾在虎丘山下發掘尋找阖闾墓葬，而孫權更曾發掘虎丘尋找墓葬，但都沒有結果，劍池應為孫權所掘的坑洞；阖闾葬在劍池的説法是到南宋才出現的。另一種看法認爲劍池本身就是早已遭盜掘破壞的墓穴。

### 孙武演兵场
孙武，春秋齐国人，流寓于吴，著有《孙子兵法》。与伍子胥共同辅佐吴王阖闾，曾有“练武场怒斩吴姬”故事流传。图为胥口教场山孙武演兵场遗址。

### 虎丘塔

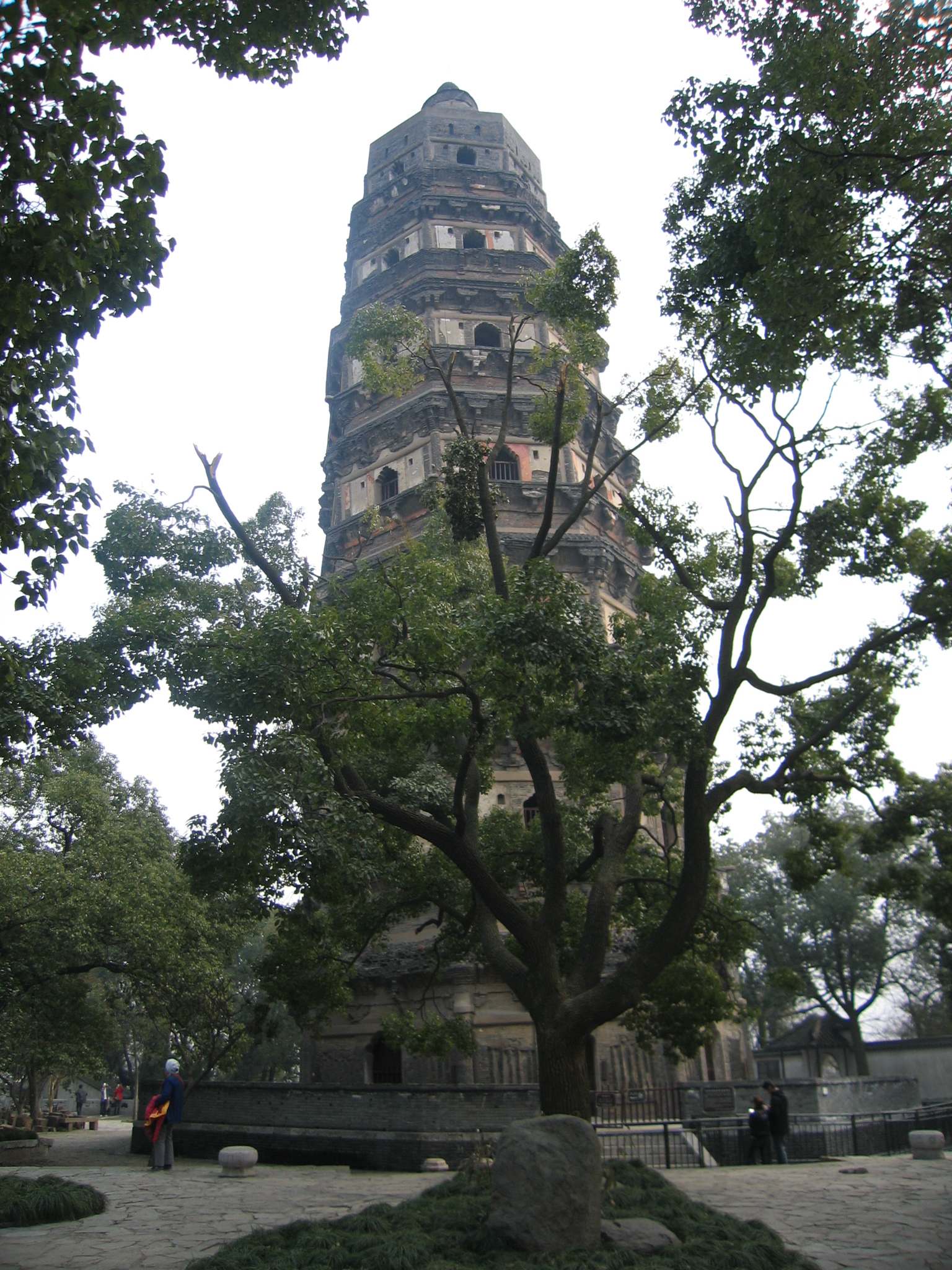
虎丘塔

虎丘塔的全名为虎丘云巖寺塔，从公元959年开始建造，到961年建成。虎丘塔是一座仿木结构楼阁式大型砖塔，塔身为八角塔，高七层，共47.7米。明代1638年进行修葺时，发现塔身向东北方向倾斜，于是在重建第七层时采取了补救措施，将第七层的重心南移。二十世纪后继续整修，已经控制了倾斜的问题。1950年代曾经在塔内发现越窑青瓷莲花碗、经箱、刺绣、铜佛等文物。

## 图集

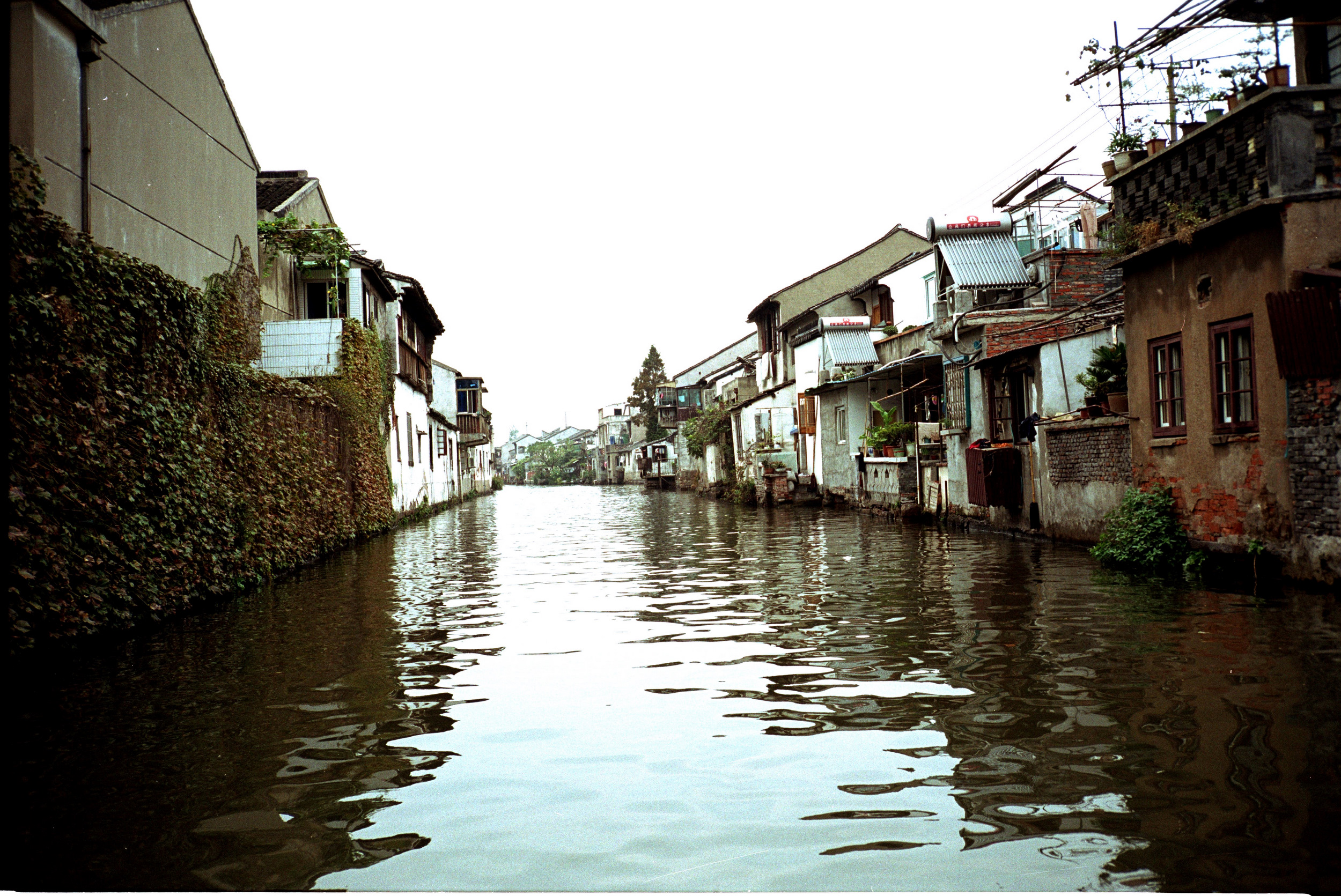
山塘河
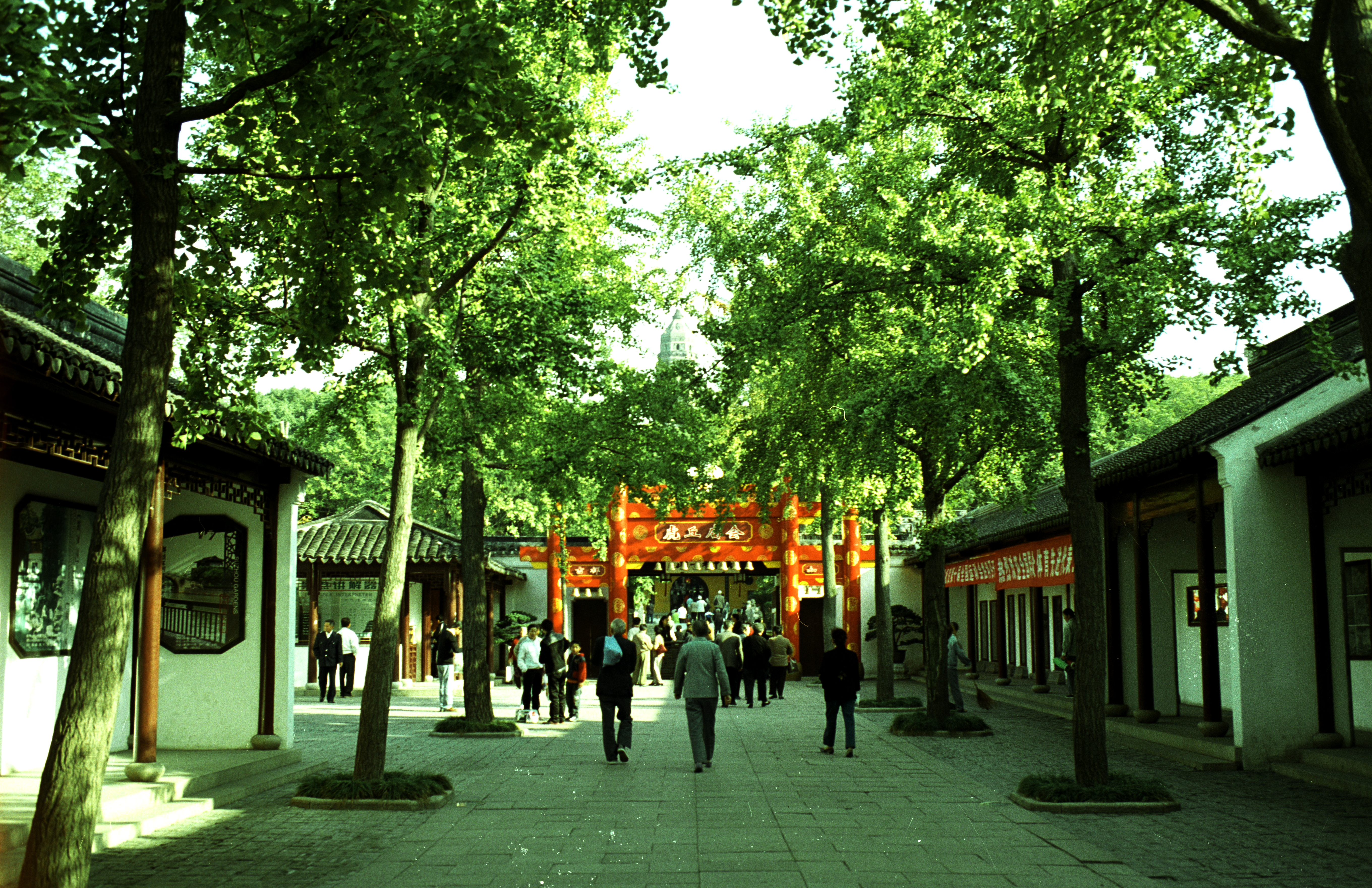
虎丘庙会
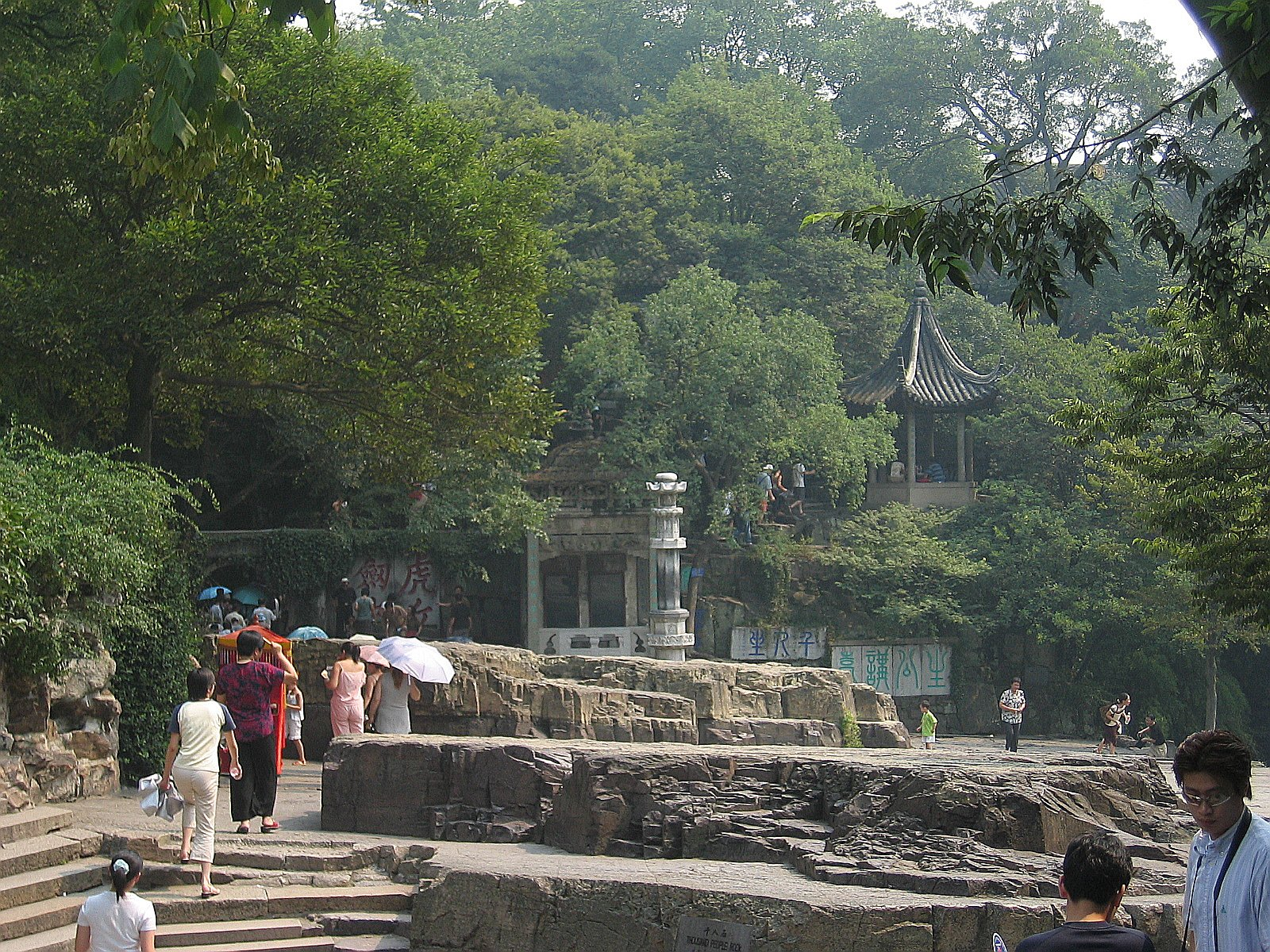
千人坐赏枫
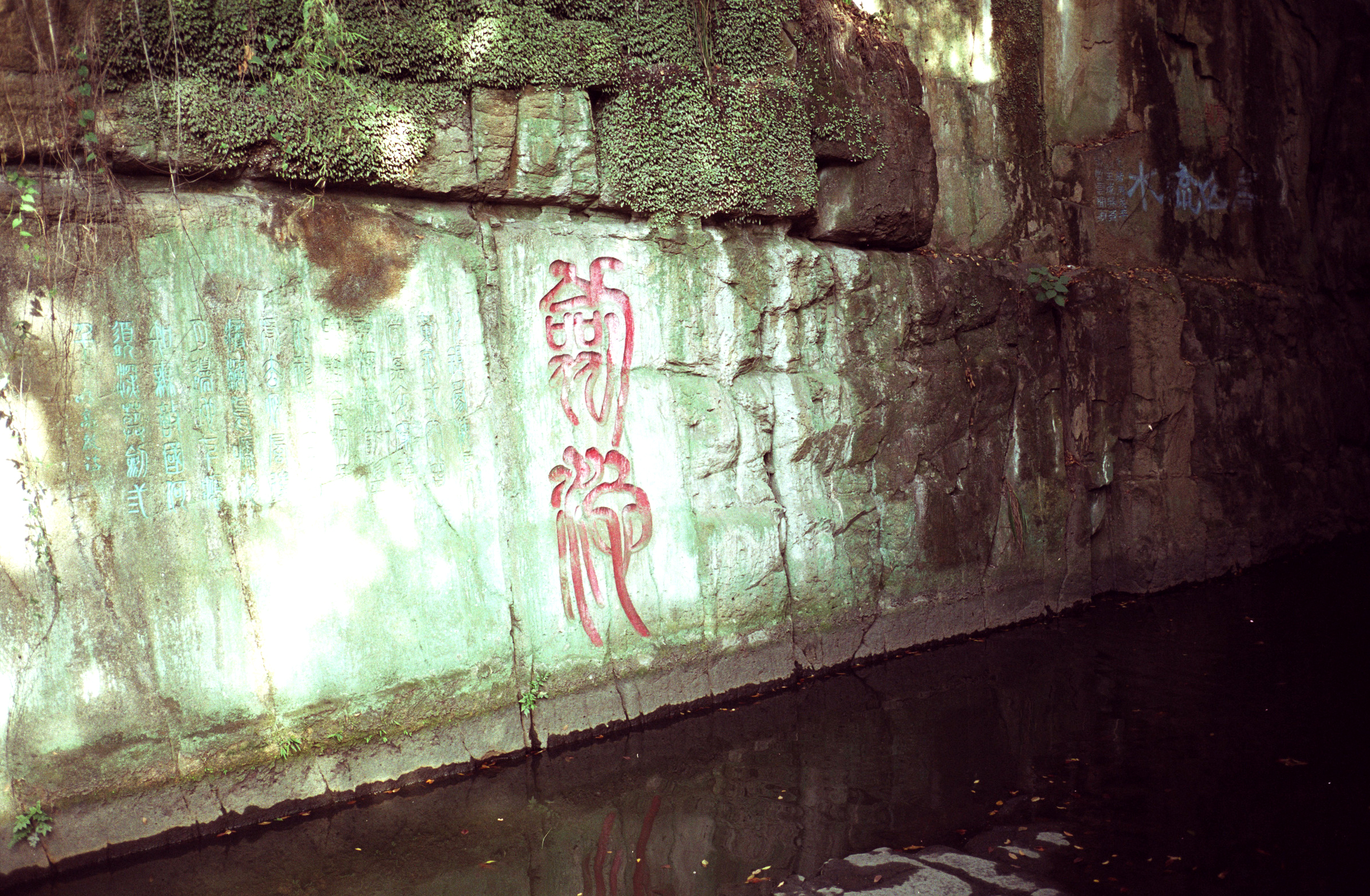
剑池
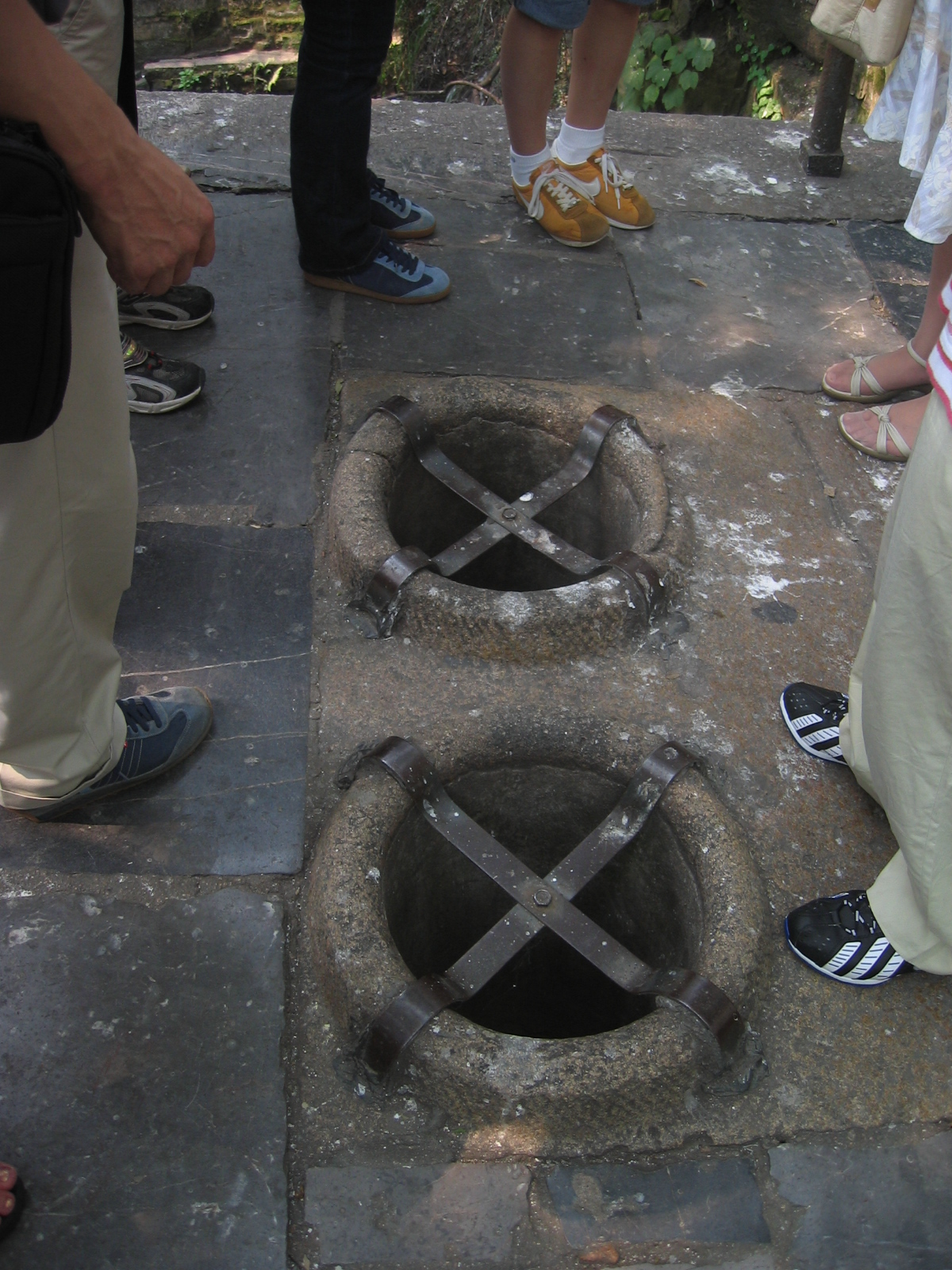
双井
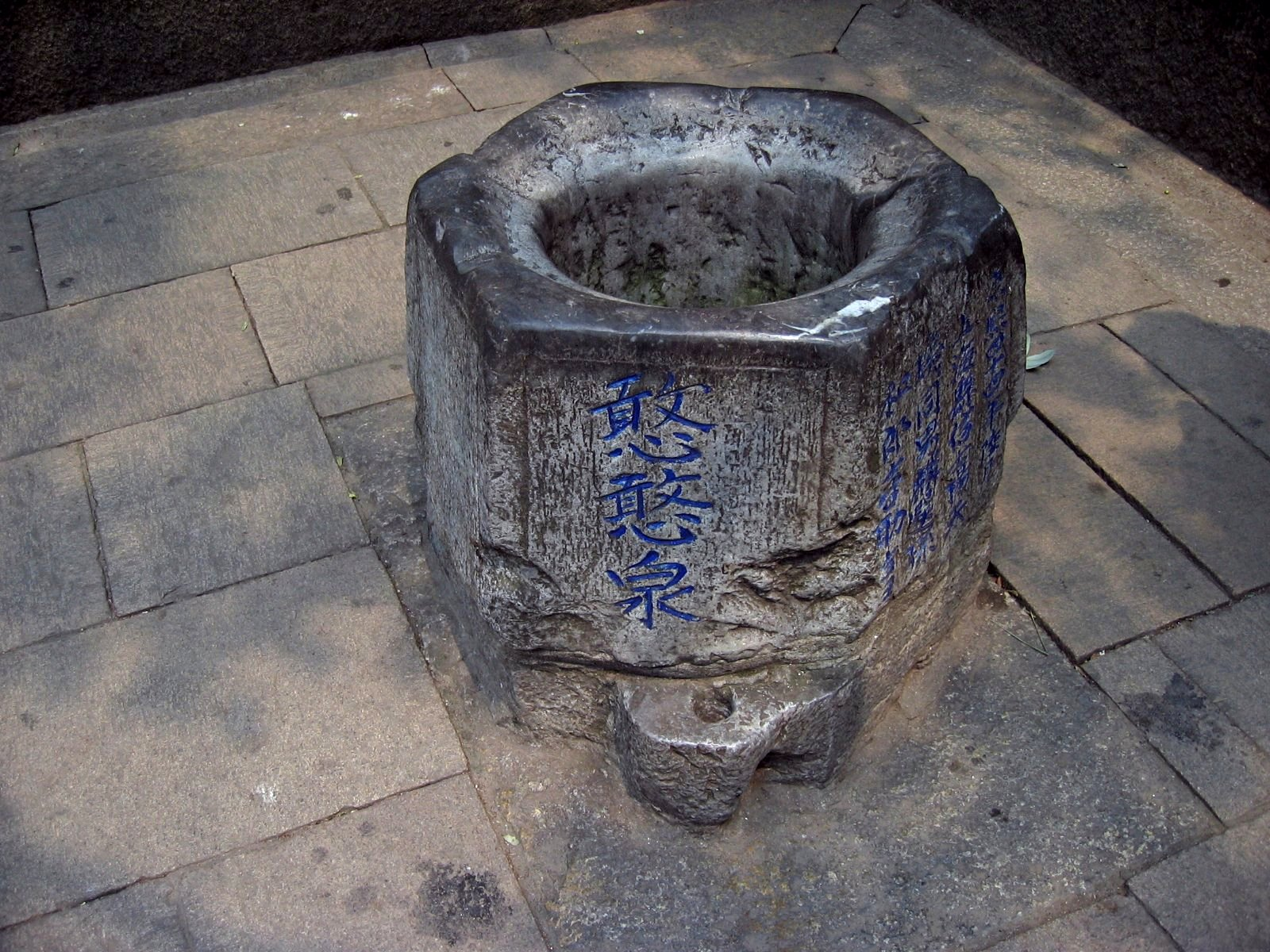
憨憨泉

## 外部連結
[在维基数据编辑]
 《欽定古今圖書集成·方輿彙編·山川典·虎丘山部》，出自陈梦雷《古今圖書集成》
- （中文）虎丘官方网站介绍 （页面存档备份，存于）